# Osiedle Króla Stanisława Augusta
Osiedle Króla Stanisława Augusta w Rzeszowie – osiedle nr XX miasta Rzeszowa, położone w jego centralnym obszarze. Wg stanu z 31 grudnia 2019 r. liczy 4936 mieszkańców zameldowanych na pobyt stały oraz 229 mieszkańców zameldowanych tymczasowo.
Osiedle podzielone jest na dwie części ulicą Krakowską, stąd bardzo często obszar na południe od niej często mylnie określany jest mianem Osiedle Sportowe (od nazwy ul. Sportowa), którego de facto nie ma na terenie miasta Rzeszowa. Granice osiedla wyznaczają: od wschodu linie kolejowe biegnące w kierunku Jasła oraz Krakowa, od południa ulica Wyspiańskiego, od zachodu al. Witosa oraz al. Okulickiego i od północy al. Wyzwolenia. 
Na osiedlu swoje siedziby mają się m.in. takie jednostki oświatowe jak: Przedszkole Publiczne nr 29, Szkoła Podstawowa nr 2, VIII Liceum Ogólnokształcące im. Stanisława Wyspiańskiego czy Szkoła Mistrzostwa Sportowego Resovia. Na terenie osiedla znajduje się wielofunkcyjny stadion sportowy Resovia, na którym trenują sekcje sportowe CWKS Resovia Rzeszów. Poza tym teren osiedla jest siedzibą wielu przedsiębiorstw produkcyjnych, handlowych oraz instytucji państwowych (Obwodowy Urząd Miar). Osiedle Króla Stanisława Augusta jest częścią Parafii pw. Chrystusa Króla. 